# Пучок матриц
Пучок матриц — функция {\displaystyle L(\lambda )} от комплексного аргумента, возвращающая для заданного набора ненулевых матриц {\displaystyle A_{0},A_{1},\dots ,A_{l}} комбинацию:
{\displaystyle L(\lambda )=\sum _{i=0}^{l}\lambda ^{i}A_{i}}.
({\displaystyle l} называется степенью пучка).
Частным случаем является линейный пучок матриц {\displaystyle A-\lambda B\,} с {\displaystyle \lambda \in \mathbb {C} } (или {\displaystyle \lambda \in \mathbb {R} }), где матрицы {\displaystyle A} и {\displaystyle B} являются комплексными (или вещественными) {\displaystyle n\times n}-матрицами. Такой пучок кратко обозначается {\displaystyle (A,B)}.
Пучок называется регулярным, если имеется по меньшей мере одно значение {\displaystyle \lambda }, для которого {\displaystyle \det(A-\lambda B)\neq 0}. Собственные значения пучка матриц {\displaystyle (A,B)} называются все комплексные числа {\displaystyle \lambda }, для которых {\displaystyle \det(A-\lambda B)=0} (по аналогии с собственными значениями матриц). Множество собственных значений называется спектром пучка и записывается как {\displaystyle \sigma (A,B)}.
Также считается, что пучок имеет (одно или более) собственное значение на бесконечности, если {\displaystyle B} имеет (одно или более) нулевых собственных значений.
Если две матрицы коммутируют ({\displaystyle AB=BA}), то образованный ими пучок удовлетворяет одному из следующих условий:
- состоит только из матриц, подобных диагональной,
- не имеет матриц, подобных диагональной,
- имеет в точности одну матрицу, подобную диагональной.

Пучки матриц играют важную роль в численных методах линейной алгебры. Задача нахождения собственных пучков называется обобщённой задачей нахождения собственных значений. Наиболее распространённым методом решения этой задачи является QZ-алгоритм, который является неявной версией QR-алгоритма для решения связанной задачи собственных значений {\displaystyle B^{-1}Ax=\lambda x} без явного формирования матрицы {\displaystyle B^{-1}A} (что может быть невозможно или плохо обусловлено, если {\displaystyle B} вырождена или почти вырождена).